# Vlado Bagarić
General bojnik Vlado Bagarić (Široko Polje kod Đakova, 18. studenog 1961.), hrvatski general, pilot, nekadašnji zapovjednik Hrvatskog ratnog zrakoplovstva i protuzračne obrane.
Odrastao je u Širokom Polju gdje je završio osnovu školu poslije koje odlazi u Zrakoplovnu gimnaziju u Mostaru. Zrakoplovnu akademiju završio je 1983. godine i postao pilot JNA s činom potporučnika. 

## Karijera u OS RH
U lipnju 1991. godine napušta JNA i dragovoljno pristupa Zboru narodne garde i 29. lipnja 1991. godine kao pilot nastavnik letenja stupa u Časničku školu u Kumrovcu gdje ostaje do 31. srpnja 1992. godine.
Za zapovjednika 94. zrakoplovne baze Lučko imenovan je 1. kolovoza 1992. godine na kojoj ostaje do 1. lipnja 2001. godine kada je postavljen u GS OS RH na dužnost načelnika odjela za razvoj zrakoplovstva u Uredu pomoćnika načelnika HRZ i PZO. 
U Zapovjedništvu HRZ i PZO za načelnika operativnog odjela (A-3) postavljen je 31. siječnja 2003. godine, a 28. svibnja 2004. godine imenovan je načelnikom stožera u Zapovjedništvu HRZ i PZO. U Hrvatskoj vojsci završio je Zapovjedno-stožernu školu "Blago Zadro", izobrazbu za stožerne časnike po programu MPRI-DTAP, te Školu stranih jezika HVU "Katarina Zrinski". 
U inozemstvu je završio University College of Ripon & York St. Johan, Velika Britanija; NATO Partnership for Peace, Njemačka; The European Center for Security Study George C. Marshall " The Executive Course " Garmisch-Partenkirchen, Njemačka; "Introduction to International Humanitarian Law" George C. Marshall center, Njemačka; NATO Defense College, Rome Italija.
Tijekom Domovinskog rata kao Zapovjednik ZB Lučko i pilot osobno je sudjelovao kao pilot i zapovijedao helikopterskim snagama u svim akcijama i operacijama HV-a i dao doprinos u akcijama "Maslenica", "Bljesak" i "Oluja", a po završetku Domovinskog rata u brojnim zadaćama pružanja humanitarne pomoći, gašenju požara, spašavanju na moru i planinama, ljeti i zimi te svim većim vježbama postrojbi OS RH.
Zapovjednikom HRZ i PZO postao je 28. ožujka 2007. godine.
Nakon pada dvaju zrakoplova MiG-21 tijekom vježbe iznad Plaškog u rujnu 2010., za generala Bagarić te nekolicinu visokih časnika HRZ-a, MORH-ovo povjerenstvo kojem je na čelu bio admiral Zdenko Simičić, utvrdilo je zapovjednu odgovornost za njihov pad, jer nisu osigurali sigurne uvjete za provođenje vježbe te nisu ispoštovali sve propisane procedure za njezino kvalitetno odvijanje, koja je završila padom dvaju aviona. Kao rezultat toga, general bojnik Vlado Bagarić 2. svibnja 2011. svoju je dužnost prepustio svom dotadašnjem zamjeniku brigadnom generalu Draženu Šćuriju. Piloti dva pala zrakoplova su u svibnju 2017. oslobođeni odgovornosti, a Općinski sud u Karlovcu navodno je također ukazao na odgovornost nadređenih časnika, sve do vrha HRZ-a.
Nešto više od šest godina od neslavnog silaska generala Bagarića s dužnosti, 14. rujna 2017. godine, sve je ovo zaboravljeno. Na zatvorenom dijelu 56. sjednice Vlade RH predložen je Nadzornom odboru društva "Hrvatska kontrola zračne plovidbe d.o.o.", opoziv dosadašnjeg direktora Dragana Bilaća, te imenovanje Vlade Bagarića za novog direktora društva "Hrvatska kontrola zračne plovidbe d.o.o.", a najdulje na vrijeme od šest mjeseci - sukladno Uredbi o kriterijima za provedbu postupaka odabira i imenovanja kandidata za predsjednika i članove uprava trgovačkih društava i drugih pravnih osoba od strateškog i posebnog interesa za Republiku Hrvatsku.

## Odlikovanja
Predsjednik Republike Hrvatske i Vrhovni zapovjednik OS RH dodijelio mu je odličja: 
- Red Nikole Šubića Zrinskog,
- Red hrvatskog trolista,
- Spomenica Domovinskog rata,
- Spomenica domovinske zahvalnosti za 5 i 10 godina službe
- medalje "Bljesak" i "Oluja".

U čin brigadnog generala promaknut je 22. svibnja 2006. godine, a u čin general bojnika 28. svibnja 2009.

## Privatni život
General Bagarić oženjen je i otac je troje djece.